# تومویا ناکانیشی
تومویا ناکانیشی (انگلیسی: Tomoya Nakanishi؛ زادهٔ ۱۲ آوریل ۱۹۹۴) بازیکن فوتبال اهل ژاپن است.